# 原田伸郎のドクターズ・トーク
原田伸郎のドクターズ・トーク（はらだのぶろうのドクターズ・トーク）はラジオ関西で2007年4月7日から半年間放送された30分番組。
放送時間は土曜の18:30から19:00まで。前番組は中村よおのトオリヌケ・ストリート。

## 番組の概要
- 番組のパーソナリティ原田伸郎が担当する健康番組。
- 毎週、大阪医科大学の医師が登場し、それぞれの専門についてトークする。